# Fisker Ocean

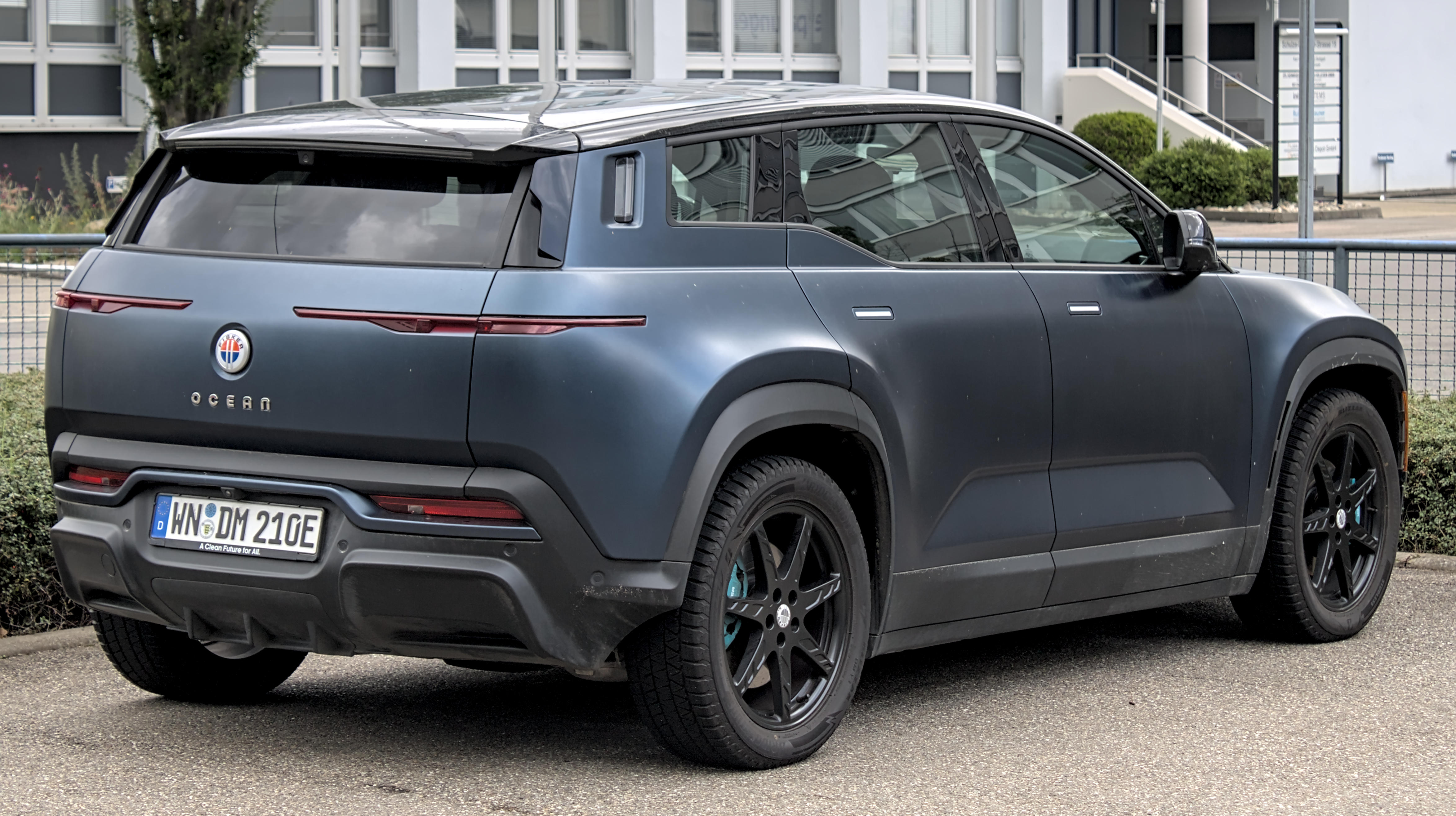
Vue de l'arrière.

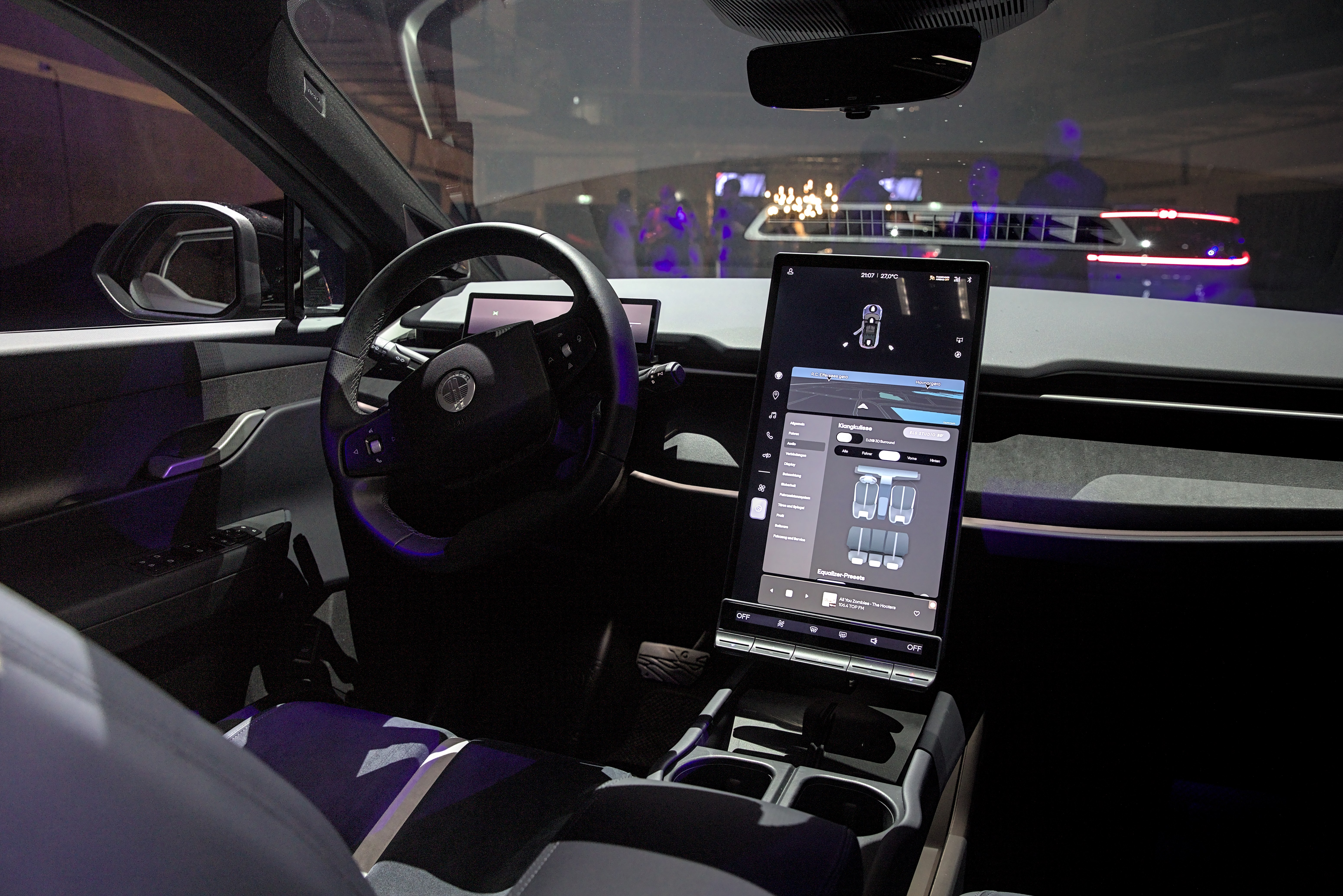
Intérieur.

La Fisker Ocean est un SUV électrique du constructeur automobile américain Fisker Inc., produite à partir de novembre 2022. Elle est le premier véhicule produit par le constructeur, et le second pour Henrik Fisker qui a réalisé et commercialisé la Fisker Karma avec Fisker Automotive.

## Présentation
La Fisker Ocean est annoncée par une image le 18 mars 2019 par Henrik Fisker en Californie, quatre jours seulement après la présentation du SUV de son concurrent direct, la Tesla Model Y. Le designer annonce son nouveau modèle électrique à la vente à partir de 37 499 $ aux États-Unis, soit près de 10 000 $ de moins que son concurrent direct, ou en location entretien inclus.
L'Ocean est dévoilée en marge du CES de Las Vegas le 6 janvier 2020 et la version de série est présentée au salon de l'automobile de Los Angeles en novembre 2021 pour un lancement de la production en Autriche le 17 novembre 2022.
Pour l'Europe, l'Ocean est présentée le 28 février 2022 au salon Mobile World Congress de Barcelone, en Espagne.
En juillet 2022, Fisker inc. a ouvert les précommandes pour l’Ocean One, l’édition de lancement du SUV électrique. La marque a fait savoir que les 5 000 exemplaires ont été réservés, avec un acompte de 5000 $ US. Henri Fisker confirme en août 2022 que la marque a dépassé 55 000 réservations et que le début de la production est fixé au 17 novembre 2022 dans l'usine autrichienne de Magna Steyr. L’usine assemble dans un premier temps la série de lancement One, puis la version Extreme. La gamme est complétée par les versions Ultra et Sport. Le SUV peut accueillir cinq personnes. Suivant le modèle, elle dispose d’un équipement complet avec toit panoramique solaire, écran central rotatif de 17,1 pouces, rétroviseurs numériques, aides à la conduite. Côté technique, elle dispose d’une autonomie de 440 km en version de base et de 707 km dans sa version transmission intégrale. Le prix de départ en France sera de 41 990 € (bonus écologique non inclus) quand les finitions supérieures (One et Extreme) est à 69 950 €.
La première Fisker Ocean sort de l'usine Magna Steyr de Graz le 18 novembre 2022. Fisker prévoit de produire 300 Ocean au premier trimestre 2023, et jusqu'à 42 400 exemplaires à la fin de cette année.
La Fisker Ocean est homologuée pour le marché européen à partir du 28 avril 2023 et les premiers exemplaires sont livrés en France à partir du 5 mai.
En mars 2024, la production de l'Ocean est stoppée pendant six semaines en raison de problèmes financiers du constructeur et face à un risque de dépôt de bilan. Dès le 29 mars, sur le marché américain, le SUV voit son prix chuter de 14 000 à 24 000 $ face au risque de faillite de Fisker Inc.
Le 17 juin 2024, le constructeur est déclaré officiellement en faillite après avoir déposé le bilan auprès de l'Etat du Delaware. La production de l'Ocean est arrêtée définitivement après environ 10 000 exemplaires produits, dont 5 300 vendus.

## Caractéristiques techniques
L'Ocean adopte des panneaux solaires sur son toit qui rechargent ses batteries et lui permettent de récupérer jusqu'à 1 600 km d'autonomie par an.
À l'intérieur, le SUV peut recevoir en option un écran central pivotant de 17,1 pouces nommé Revolve, proposant un mode Contrôle avec une vue portrait pour une utilisation en conduite, et un mode Hollywood avec une vue paysage pour le visionnage de vidéos.

### Motorisation
Le SUV compact est équipé d'un ou de deux électromoteurs au choix, à l'avant et traction ou un à l'avant et un à l'arrière lui permettant de bénéficier d'une transmission intégrale. Pour son intérieur, l'Ocean utilise des matériaux vegans et recyclés, dont des plastiques récupérés dans les océans, d'où son nom

### Batterie
L'Ocean reçoit une batterie lithium-ion à base de nickel, manganèse et cobalt, d'une capacité de 80 kWh (Touring Range) en finition de base, lui permettant une autonomie de 440 km, fournies par le fabricant chinois Contemporary Amperex Technology (CATL), ou une batterie Hyper Range pour une autonomie de 707 km, un record dans la catégorie des SUV.

## Finitions
- Sport
- Ultra
- Extreme

### Série limitée
- Ocean One, limitée à 5 000 exemplaires la première année de commercialisation[19].

### Ocean Force E
Fisker présente la série spéciale Ocean Force E, version baroudeur du SUV destiné au tout-terrain extrême, le 10 mai 2023. La Force E est dotée d'une motorisation électrique de 550 ch, d'une suspension surélevée, de pneus tout terrain de 33 pouces montés sur des jantes de 20 pouces et d'une protection du châssis en titane.